# Sulpici Apol·linar
Sulpici Apol·linar (en llatí Sulpicius Apollinaris) va ser un gramàtic romà que va viure al segle i.
Era contemporani d'Aule Gel·li que el cita amb freqüència amb gran respecte. En una ocasió l'anomena vir praestanti literarum scientia i en una altra  homo memoriae nostrae doctissimus. A l'Antologia llatina hi ha dos poemes d'un Sulpici de Cartago, que podria ser aquest mateix personatge.
Es creu que va ser aquest mateix Sulpici Apol·linar que va ser mestre de l'emperador Pertinax quan aquest era jove.